# Halgerda formosa
Espèce
Halgerda formosa est une espèce de nudibranche du genre Halgerda et de la famille des Discodorididae.

## Répartition géographique
Cette espèce se rencontre dans le Bassin Indo-Pacifique. Elle est notamment présente en Tanzanie,,, au Kenya, en Afrique du Sud,, à La Réunion,,,, à l'Île Maurice,,, à Mayotte et en Australie occidentale,.

## Habitat
Halgerda formosa se rencontre jusqu'à 8 m de profondeur.
[vidéo] « Halgerda formosa », sur YouTube

## Description
Halgerda formosa peut mesurer jusqu'à 30 mm.

### Anatomie externe

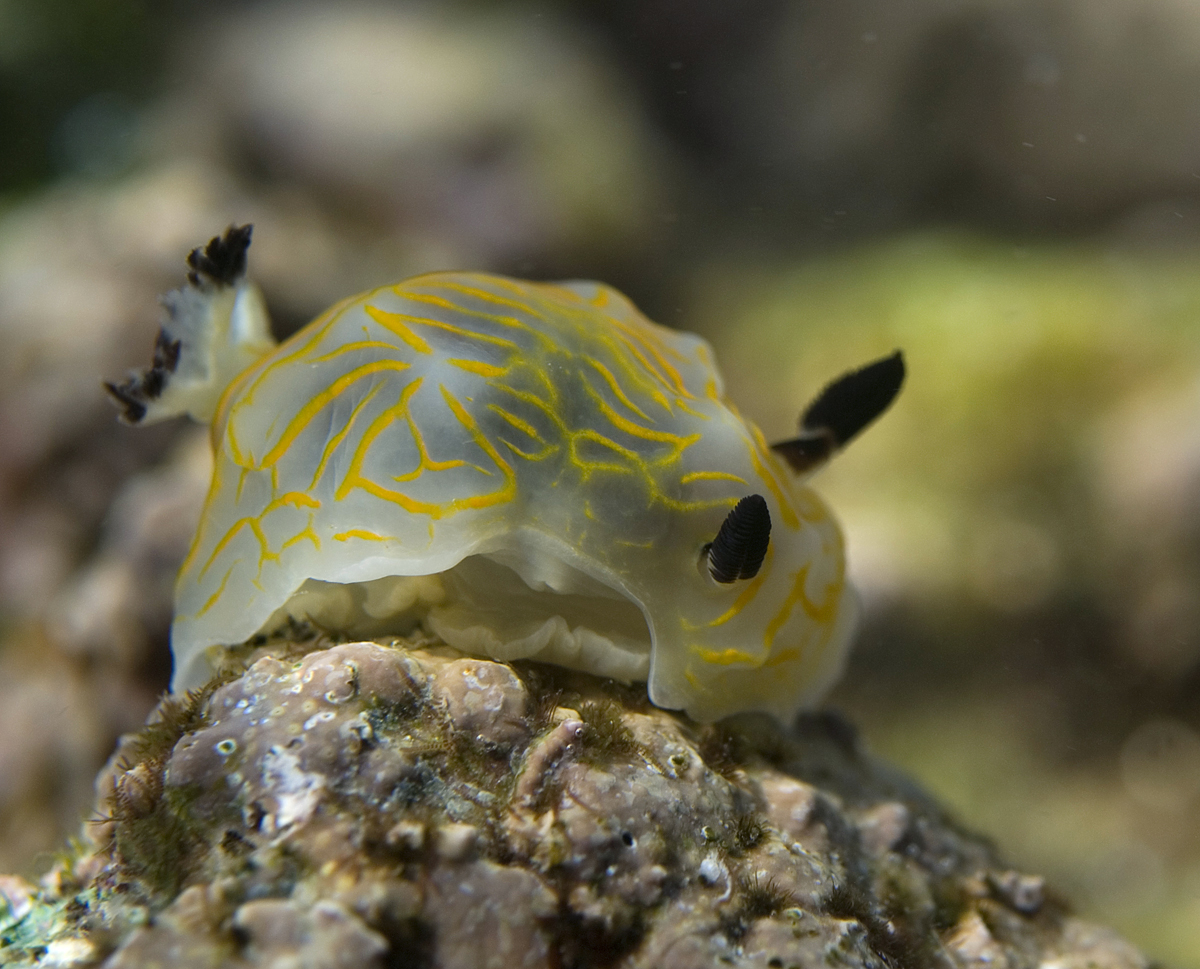
Halgerda formosa (Île de la Réunion)

Le corps, blanc jaunâtre à blanchâtre avec une teinte grise, est ovale et convexe, ferme et lisse, avec une texture gélatineuse rigide. Il est translucide avec des crêtes blanches, jaunes à jaune orangé et présente plusieurs taches sombres en avant et en arrière près du bord du manteau. La jonction des crêtes est surélevée en un court tubercule conique. La marge du manteau présente un certain nombre de petits tubercules coniques blancs mais sans caryophyllidia (spicules). Les petits tubercules de la marge du manteau sont blancs ou jaunes opaques et celle-ci arbore une fine ligne blanche opaque ou jaune-orange. Le pied est blanc translucide avec au moins une tache noire près de la pointe et une large marge jaune pâle et il présente des entailles et des rainures sur le bord antérieur. Les viscères, brun chocolat, sont visibles à travers le notum translucide.
Les rhinophores sont longs,, blancs translucides avec une tache brun foncé sur la tige,, jaunes sur le tiers proximal, brun foncé sur les deux tiers distaux de la portion lamellaire et blancs sur la pointe qui est allongée. Les gaines rhinophorales et branchiales sont basses et régulières. Les quatre branchies principales sont blanches avec une bande noire sur la face interne de chaque rachis de la base aux pointes des pinnules. Les feuilles branchiales sont brun foncé ou noires avec les pointes blanches et sont tripennées. La papille anale est longue et tubulaire avec une coloration noire sur les côtés postérieur et antérieur. Les tentacules oraux sont courts et digitiformes. 

### Anatomie interne
L'extrémité postérieure du tube buccal présente huit puissants muscles rétracteurs fixés à la paroi du corps. Le bulbe buccal est ovale et musclé et présente deux muscles supplémentaires. Le sac radulaire est très allongé et s'étend bien en arrière de la masse buccale. Le bulbe buccal est plus court que le tube buccal. La cuticule labiale est lisse et dépourvue de bâtonnets. La formule radulaire est 36 x (40.0.40). Les dents rachidiennes sont absentes. Les dents latérales internes sont hamatées avec une seule cuspide et sans denticules. La taille des dents augmente progressivement vers la partie médiane de la demi-rangée. Les dents les plus externes sont allongées et portent un certain nombre de petits denticules courts. L'œsophage est long et se dilate directement dans l'estomac.
Le système reproducteur est triaulique. L'ampoule est courte et alambiquée. Elle se ramifie vers un court oviducte et vers la prostate. L'oviducte pénètre dans les glandes femelles près de l'ouverture nidamentaire. La prostate est massive et granuleuse. Elle est divisée en deux parties qui se distinguent clairement par leur texture et leur coloration différentes. La plus grande partie est jaune pâle et se connecte au canal déférent tandis que la plus petite partie est blanchâtre et se connecte à l'ampoule. Le conduit déférent est long et étroit. Il se développe en une large portion éjaculatoire qui s'ouvre dans un atrium commun avec le vagin. L'atrium est glandulaire près de l'ouverture du vagin. Le vagin est mince et court, et il est relié à l'atrium par un sphincter musculeux. À son extrémité proximale, le vagin se connecte à la grosse bourse copulatrice arrondie. Un autre canal long et alambiqué qui se connecte au réceptacle séminal et au canal utérin part de la bourse copulatrice. La bourse copulatrice est environ dix fois plus grande que le réceptacle séminal. Le pénis et le vagin ne sont pas armés.
Dans le système nerveux central, les ganglions cérébraux et pleuraux sont fusionnés et distincts des ganglions pédieux. Il y a deux nerfs cérébraux partant de chaque ganglion cérébral et trois nerfs pleuraux partant de la gauche et deux de la droite des ganglions pleuraux. Les ganglions buccaux se situent près du reste du système nerveux central et sont reliés aux ganglions cérébraux par deux longs connecteurs. Des ganglions gastro-œsophagiens, rhinophoraux et optiques sont présents. Les ganglions de la pédale sont clairement séparés avec trois nerfs partant de chacun. Les commissures pédieuses et parapédieuses sont enveloppées par la boucle viscérale .
Le système circulatoire comprend un gros cœur et deux glandes sanguines placées devant et derrière le système nerveux central.

## Publication originale
- Bergh, L. S. R. 1880. Beiträge zur Kenntniss der japanischen Nudibranchien. I. Verhandlungen der königlich-kaiserlich Zoologisch-botanischen Gesellschaft in Wien (Abhandlungen), 30: 155-200, pls. 1-5, [191]. (BHL)

Halgerda formosa est l'espèce type du genre Halgerda par monotypie,.